# A Leitura (Fantin-Latour, Lyon)
A Leitura é uma pintura a óleo sobre tela de 1877 do pintor francês Henri Fantin-Latour (1836-1904), pintura que se encontra atualmente no Museu das Belas-Artes de Lyon.
A leitura foi tema de várias pinturas do artista (em Galeria), representando um papel importante na obra do artista, podendo evocar a evasão das mulheres pela leitura.

## Descrição e estilo
A pintura representa duas mulheres sentadas numa sala. A mulher da direita está a ler um livro, encostada a uma mesa coberta com uma toalha de mesa com um padrão decorativo e uma jarra com flores. A outra mulher, na esquerda, parece alheada da leitura com uma expressão distraida. Tanto a parede que serve de fundo e que ocupa grande parte da pintura como os vestidos escuros de ambas as mulheres são austeros.
A pintura constitui um novo exemplo da qualidade de Fantin-Latour na representação de espaços intimistas, com um estilo sóbrio e realista, revelando o seu universo preferido, um ambiente poético e sonhador, de contornos vagamente melancólicos.
Fantin-Latour posicionou como modelo à esquerda a sua cunhada, Charlotte Dubourg, a qual aparece frequentemente nas obras do pintor, tendo sido equacionada a possibilidade de ter existido uma “cumplicidade silenciosa” entre os dois.

## História e reinterpretações
A pintura foi apresentada em 1877 no Salão de Pintura e Escultura de Paris, em 1878 na exposição de verão da Royal Academy em Londres, e em 1900 na Société des Beaux-Arts em Bruxelas. A obra foi adquirida em 1901 pela cidade de Lyon e pelo Museu das Belas-Artes desta cidade, onde continua exposta.
Durante a Bienal de Arte Contemporânea de Lyon em 2009, o artista Wong Hoy Cheong reinterpretou a pintura numa fotografia representando mulheres muçulmanas usando burqa. Uns anos mais tarde, em Junho de 2017, o escritor flamengo de expressão francesa Jan Baetens publicou o livro de poesia La Lecture, inspirado no quadro de Fantin-Latour e ilustrado com fotografias de Milan Chlumsky.

## Galeria

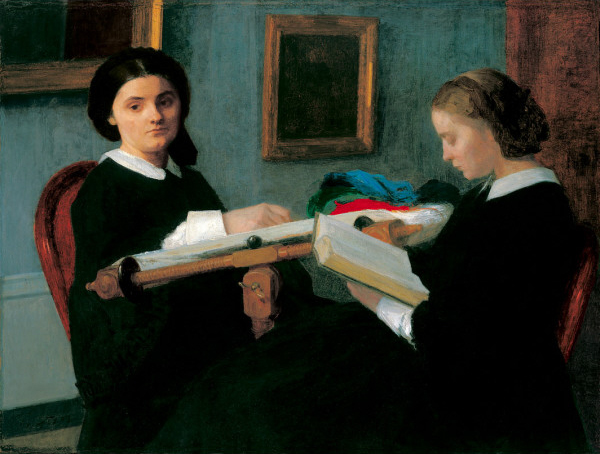
Duas Irmãs (1859), Henri Fantin-Latour, Saint Louis Art Museum, St. Louis (Missouri)
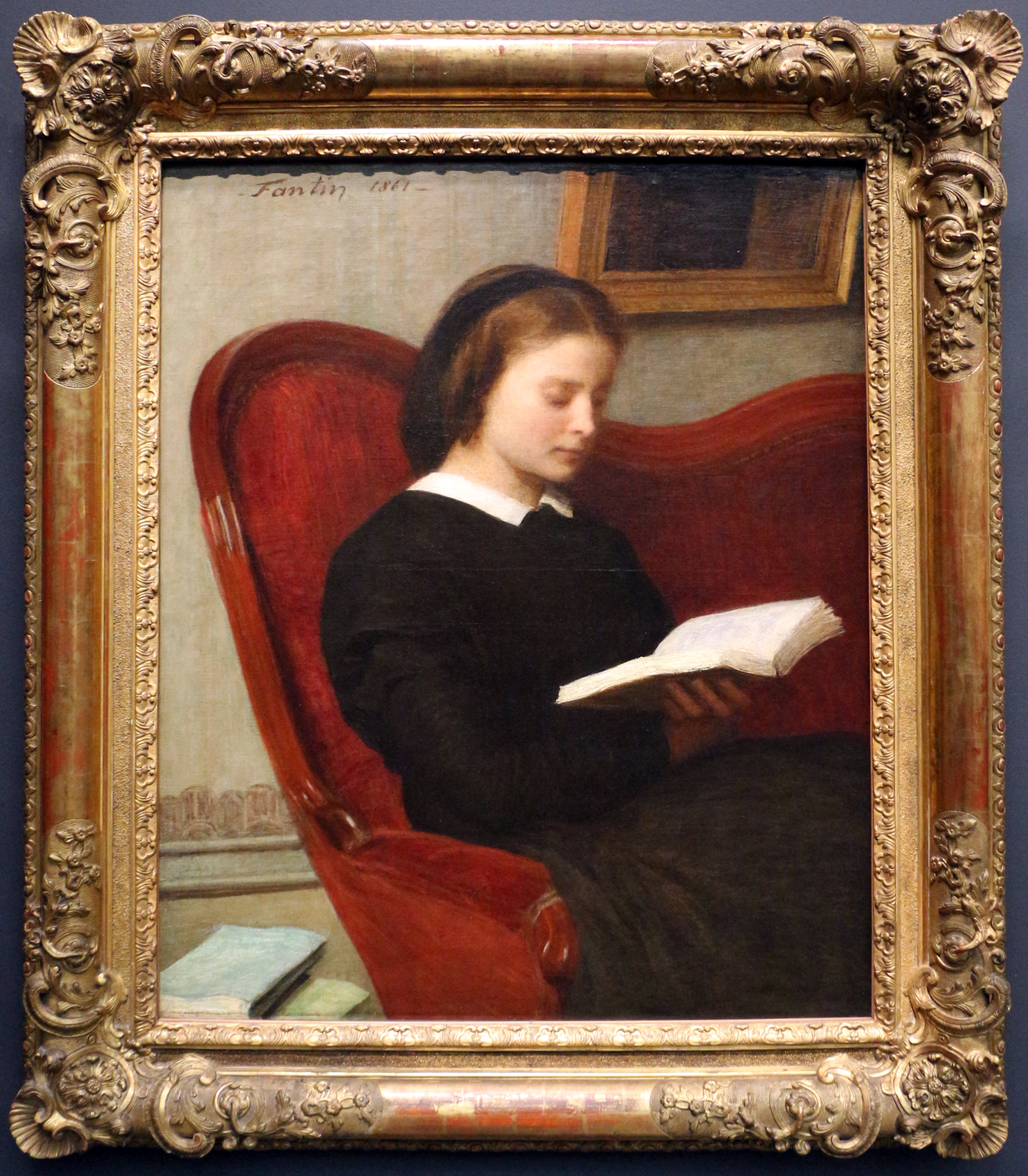
A Leitora (1861), Henri Fantin-Latour, Museu de Orsay, Paris
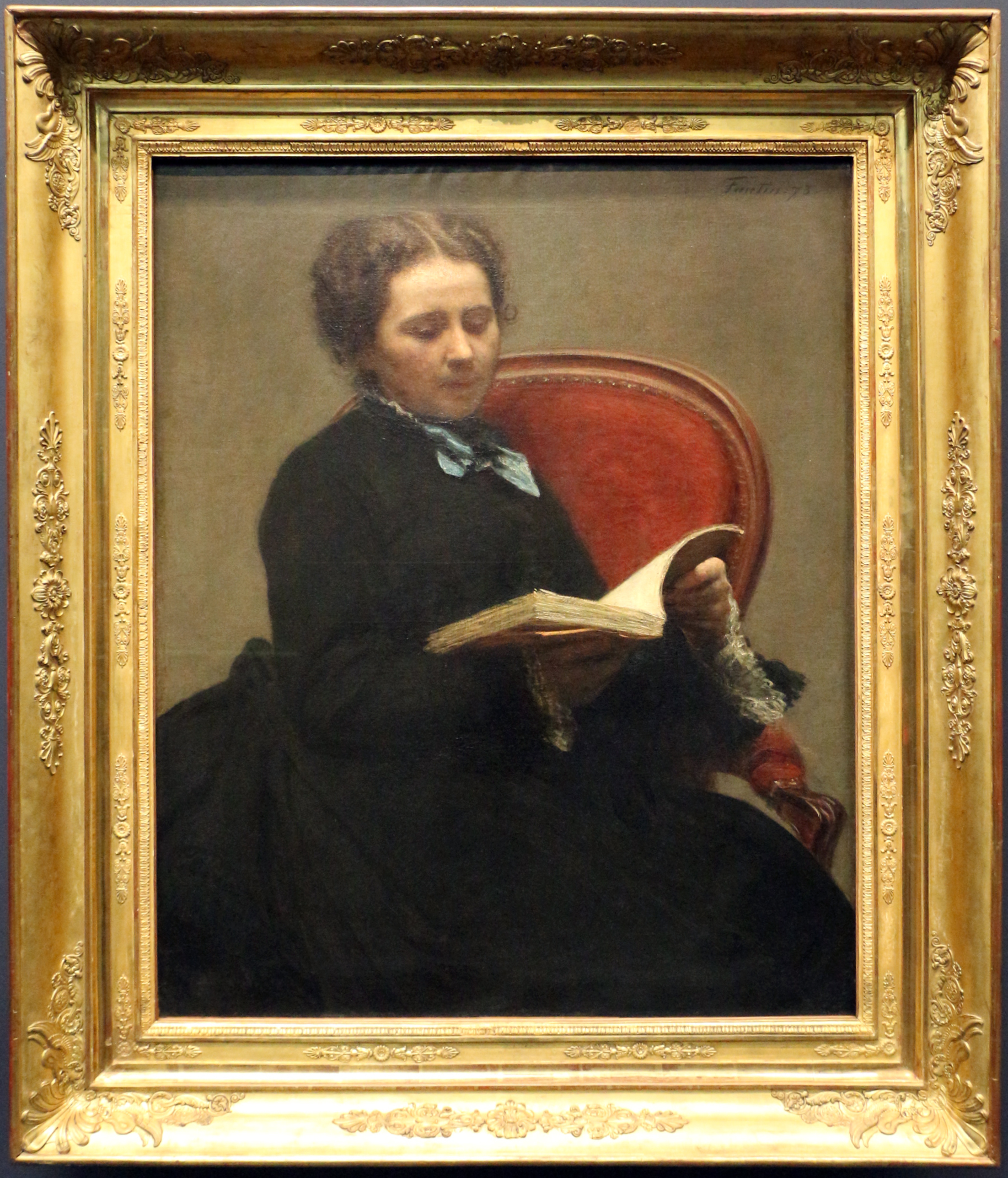
Victoria Dubourg (1873), Henri Fantin-Latour, Museu de Orsay, Paris
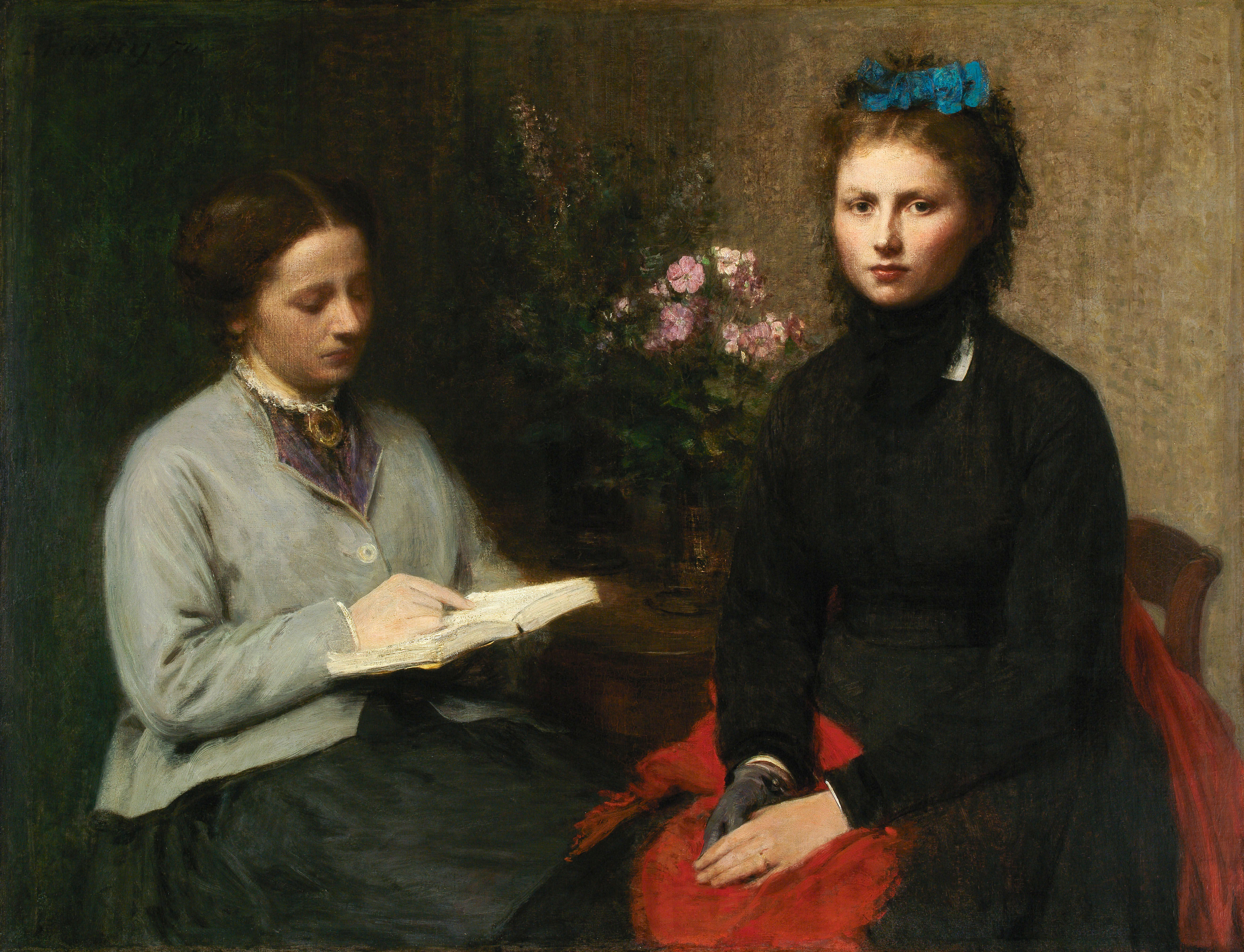
A Leitura (1870), Henri Fantin-Latour, Museu Calouste Gulbenkian, Lisboa.

### Ligação externa
- Sítio oficial do Museu das Belas-Artes de Lyon
- Página oficial do portal de cultura da cidade de Lyon,